# 巴塘翠雀花
巴塘翠雀花（学名：Delphinium batangense）是毛茛科翠雀属的植物，为中国的特有植物。分布于中国大陆的云南、四川等地，生长于海拔3,400米至4,200米的地区，一般生长在山地草坡，目前尚未由人工引种栽培。

## 异名
- Delphinium pulcherrimum W. T. Wang